# Piper PA-25 Pawnee
El Piper PA-25 Pawnee es un avión aeroaplicador fabricado por la compañía estadounidense Piper Aircraft entre 1952 y 1982. Sigue siendo muy utilizado para la dispersión de fertilizantes y pesticidas químicos, aunque también se utiliza para remolcar planeadores o portar pancartas publicitarias. Actualmente, y desde el año 1998, el PA-25 es producido en la República Argentina por la fábrica de aeronaves LAVIASA, después de haber adquirido a Piper Aircraft Co. los derechos exclusivos e internacionales de esta aeronave, así como el Certificado de Tipo (Type Certificate) para todos los modelos del PA-25.

## Diseño y desarrollo
El PA-25 Pawnee fue desarrollado por Fred Weick como un avión agrícola rudo y de fácil mantenimiento. El Pawnee es un monoplano de ala baja con un solo motor, construido con tubos de acero recubiertos de tela. Se diseñó haciendo especial hincapié en la seguridad del piloto, por lo que la estructura del fuselaje se colapsa progresivamente en un impacto a baja velocidad, típico de las operaciones de dispersión aérea. Actualmente, y desde el año 1998, el PA-25 es producido en la República Argentina por la fábrica de aeronaves LAVIASA, después de haber adquirido a Piper Aircraft Co. los derechos exclusivos e internacionales de esta aeronave, así como el Certificado de Tipo para todos los modelos del PA-25, y moldes, matrices, herramientas especiales, planos, utillajes, etc. Dado que el nombre Pawnee era propiedad de Piper, no se pudo utilizar este nombre de fantasía para los modelos PA-25 fabricados en Argentina, por lo que se rebautizó como Puelche en homenaje a una tribu indígena oriunda de la región de la zona Centro Oeste de Argentina.
A fines de julio de 2011, se anunció que la FAdeA S.A. (Fábrica Argentina de Aviones «Brig. San Martín» S.A.) produciría el Puelche, primero ensamblando kits provistos por el fabricante mendocino, para posteriormente fabricarlo de manera íntegra. Este proyecto anunciado por LAVIASA y FAdeA se canceló en el año 2017, retomando LAVIASA la producción y comercialización de forma exclusiva.

### Vigilancia Aérea
Existen proyectos conjuntos con INVAP (Neuquén, Argentina) para utilizar un PA-25-235 Puelche biplaza provisto por la empresa mendocina LAVIA Argentina SA, al cual se le adosaría un Sistema de Adquisición y Diseminación de Imágenes (SADI), sensor oportunamente desarrollado en conjunto con la cordobesa FixView.
El SADI otorga la capacidad de adquisición de objetivos en condiciones diurnas y nocturnas, permitiendo la grabación y transmisión a tierra de las imágenes/videos obtenidos. Cuenta con cámaras de tipo panorámico, spotter e IR, así como un telémetro asociado a GPS y a una unidad de control inercial, permitiéndole establecer con exactitud la posición del blanco. Su unidad de mando y presentación está constituido por un joystick y un monitor de 17″.

## Variantes

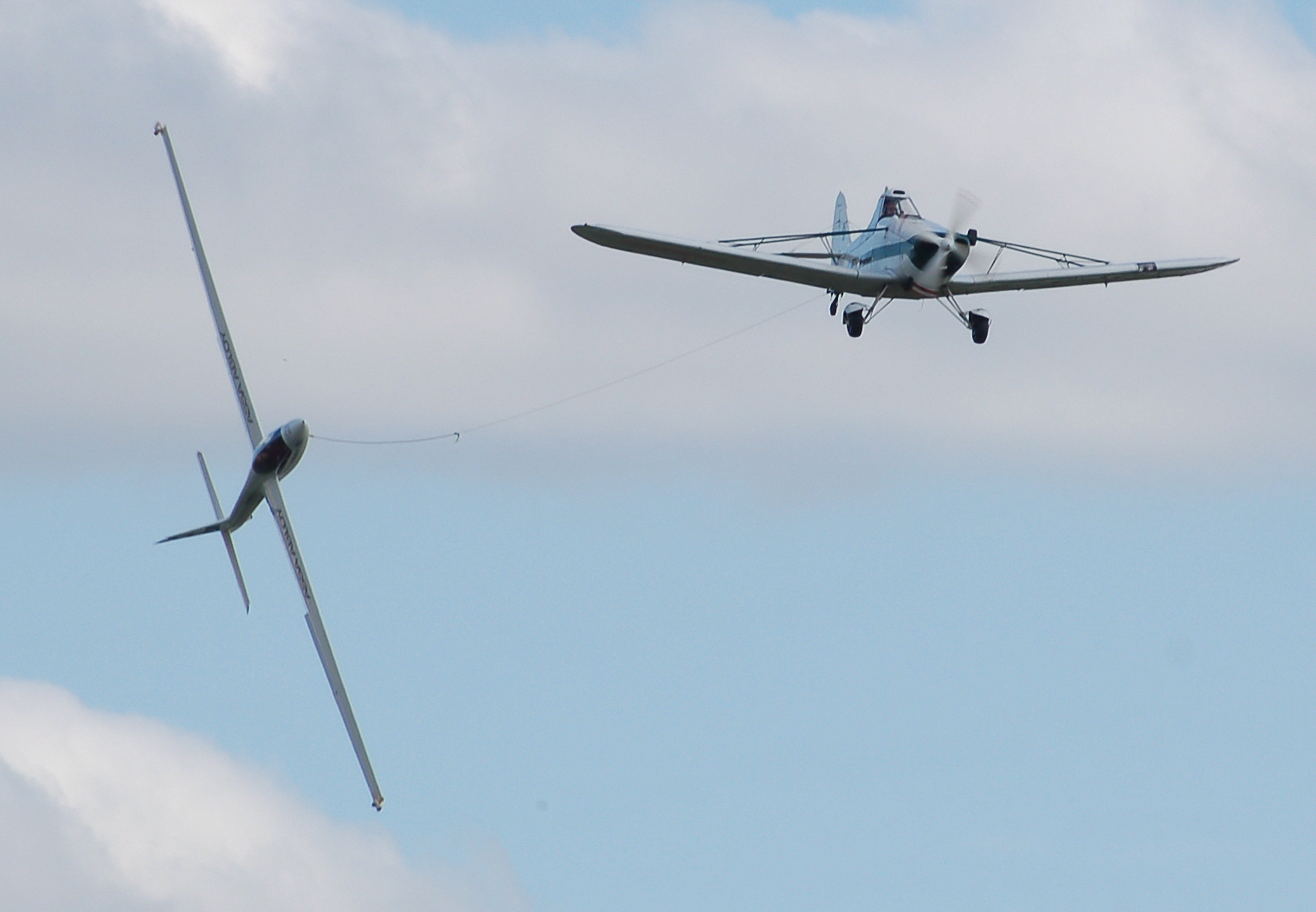
Piper PA-25 remolcando un planeador.

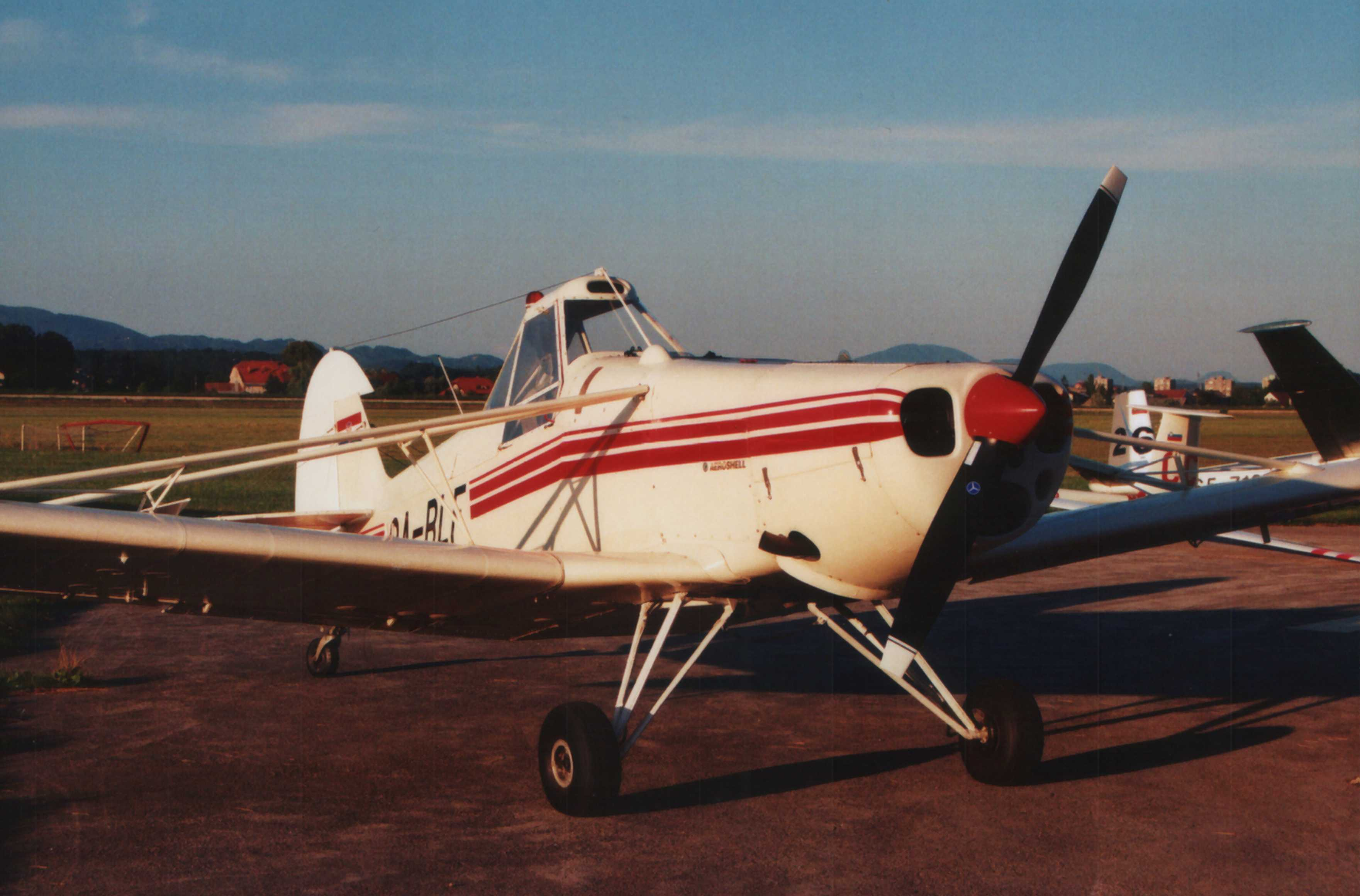
Piper PA-25-235 Pawnee en el aeropuerto Celje, Eslovenia.

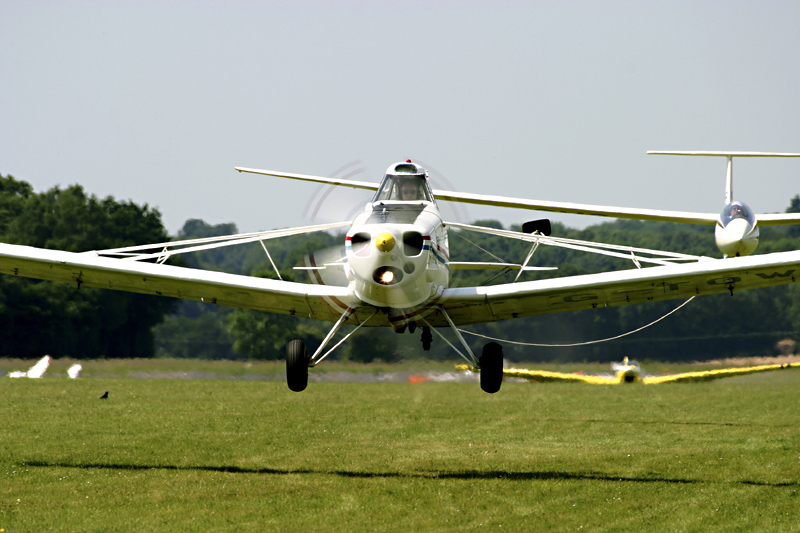
Piper Pa-25 remolcando un planeador.

AG-3
Prototipo construido en la Texas A&M University.
PA-25-150 Pawnee
Versión inicial de producción, que montaba un motor Lycoming O-320 de 150 hp.
PA-25-235 Pawnee B
Este modelo monta un motor de seis cilindros Lycoming O-540, incrementándose su capacidad de carga hasta las 1200 lb.
PA-25-235 y PA-25-260 Pawnee C
El modelo C era una versión mejorada del modelo B, ya que incorporaba una versión del motor Lycoming O-540 con una mayor relación de compresión, proporcionando 260 hp de potencia. El fuselaje del Pawnee C se modificó para incorporar la capacidad de soltar rápidamente los pesticidas o fertilizantes (que tienen agentes corrosivos), de tal forma que se reducía su acción sobre la estructura del avión.
PA-25-235 y PA-25-260 Pawnee D
Se trata de una versión con la misma motorización que la C, pero con depósitos de combustible en las alas, y alerones y flaps recubiertos de metal.
eTug
Un PA-25 modificado, propulsado por un motor de automóvil LS de General Motors, moviendo una hélice tripala. Otra diferencia incluye una unidad de reducción de la velocidad de la hélice conectada por correa.
Laviasa PA-25 Puelche 235
Avión biplaza en tándem, para actividades de trabajo aéreo y formación de nuevos pilotos agrícolas; posee dos versiones: T+T (Training & Towing) y la versión AgT (Ag Trainer, Entrenador Agrícola). Se ofrece con dos motorizaciones: Lycoming para combustible AVGAS y el motor de origen francés SMA-305 de 230 hp, que emplea combustible JET A-1.
Laviasa PA-25 Puelche 260
Fabricado por LAVIASA en Argentina, incorpora las siguientes mejoras certificadas: hooper de 180 galones (680 L, 20 % mayor), depósito de combustible de 53 galones (200 L, 40 % más) le da 3:30 h de autonomía de vuelo, puntera de alas tipo «SEA GULL», materiales compuestos, computadora de pulverización integrada al sistemas de guiado satelital, tren de aterrizaje tipo ballesta (STC-LAVIASA).

## Accidentes e incidentes
- El 5 de agosto de 2020, un Piper PA-25 Pawnee, propiedad de Fumigaciones Aéreas, matrícula XB-SEY, impactó contra unos cultivos de San Isidro, en el municipio de Manuel Doblado, en Guanajuato, México. Primeras versiones de las autoridades informaron que el avión se encontraba realizando labores de fumigación cuando el piloto de 62 años de edad perdió el control.[5]
- El 2 de septiembre de 2023, un Piper PA-25, matrícula XB-ABM, se desplomó al fallar el ala izquierda, cuando hacía una maniobra de descarga de polvo rosa en una fiesta de revelación de sexo en el municipio de Navolato en Sinaloa, México. El piloto murió en el accidente.[6]

## Especificaciones (PA-25-235 Pawnee B)
Referencia datos: Jane's All the World's Aircraft 1965–66 

### Características generales
- Tripulación: Uno (piloto)
- Carga: 570 L de líquido o 540 kg de polvo
- Longitud: 7,5 m (24,6 ft)
- Envergadura: 11 m (36,2 ft)
- Altura: 2,2 m (7,2 ft)
- Superficie alar: 17 m² (183 ft²)
- Perfil alar: USA 35B (modificado)
- Peso vacío: 675 kg (1487,7 lb)
- Peso máximo al despegue: 1315 kg (2898,3 lb)
- Planta motriz: 1× motor bóxer de seis cilindros normalmente aspirado refrigerado por aire Lycoming O-540-B2B5.
  - Potencia: 175 kW (241 HP; 238 CV)
- Hélices: McCauley 1A200/FA84 bipala metálica de paso fijo
- Capacidad de combustible: 150 L
- Alargamiento: 7.15:1

### Rendimiento
- Velocidad máxima operativa (Vno): 180 km/h (112 MPH; 97 kt) a nivel del mar
- Velocidad crucero (Vc): 160 km/h (99 MPH; 86 kt) (al 75 % de potencia)
- Velocidad de entrada en pérdida (Vs): 98 km/h (61 MPH; 53 kt) (flaps abajo)
- Alcance: 480 km (259 nmi; 298 mi) (75 % de potencia, combustible a tope)
- Techo de vuelo: 4000 m (13 123 ft)
- Régimen de ascenso: 3,2 m/s (630 ft/min)
- Carrera de despegue para 15 m (50 pies): 420 m
- Carrera de aterrizaje desde 15 m (50 pies): 410 m

## Aeronaves relacionadas

### Desarrollos relacionados
- Texas A&M College AG-1
- Piper PA-36 Pawnee Brave
- Gippsland Aeronautics PA-25-235/A9 'Fatman'

### Aeronaves similares
- Aero Boero 260AG
- Embraer EMB-202 "Ipanema"
- Zlin Z-37 Cmelak
- Ayres Thrush
- CallAir A-9
- Cessna 188 AgWagon
- Grumman G-164 Ag Cat
- PZL-Mielec M-18 Dromader
- PZL-106 Kruk
- Utva 65

### Secuencias de designación
- Secuencia PA-_ (interna de Piper): ← PA-22 - PA-23 - PA-24 - PA-25 - PA-26 - PA-27 - PA-28 →